# Якорь (Северо-Казахстанская область)
Якорь — село, административный центр Якорского сельского округа Кызылжарского района Северо-Казахстанской области Казахстана. Расположено в 26 км от районного центра — села Бишкуль. В 3 км к западу находится озеро Горькое.

## История
Основано в 1932 году как сельскохозяйственная исправительная колония. В 1953 году колония была реорганизована в совхоз «Петропавловский», а село Якорь открыто для переселенцев. В 1957 году в его административное подчинение вошли сёла Ольшанка, Глубокое, Пресновка.
Развитию Якоря способствовала его близость к областному центру — городу Петропавловску (12 км), вследствие чего хозяйство вскоре стало одним из основным поставщиков продуктов сельского хозяйства жителям города. В 1966 году в селе была организована птицефабрика Северо-Казахстанского производственного объединения — «Северная».
С 1996 года село является центральной усадьбой производственного объединения «Петропавловский».

## Население
В 1999 году население села составляло 2180 человек (1057 мужчин и 1123 женщины). По данным переписи 2009 года в селе проживало 2174 человека (1055 мужчин и 1119 женщин).